# Tripteroides magnesianus
Tripteroides magnesianus är en tvåvingeart som först beskrevs av Edwards 1924.  Tripteroides magnesianus ingår i släktet Tripteroides och familjen stickmyggor. Inga underarter finns listade i Catalogue of Life.